# Hillery Brown
Hillery L. Brown (Jackson, 30 luglio 1912 – Chicago, 8 febbraio 1991) è stato un cestista statunitense, professionista nella NBL.

## Carriera
Giocò per una stagione nella NBL, disputando 23 partite con 4,1 punti di media.